# Actinium(III)nitraat

Actinium(III)nitraat is een anorganische verbinding, een zout, van actinium en salpeterzuur met de formule {\displaystyle {\ce {Ac(NO3)3}}}. De verbinding is een witte, vaste stof die makkelijk in water oplost.

## Synthese
Actinium(III)nitraat kan verkregen worden door actinium of actinium(III)hydroxide op te lossen in salpeterzuur.
- {\displaystyle {\ce {2Ac\ +\ 6HNO3\ \xrightarrow {} \ 2Ac(NO3)3\ +\ 3H2}}}
- {\displaystyle {\ce {Ac(OH)3\ +3HNO3\ \xrightarrow {} \ Ac(NO3)3\ +\ 3H2O}}}

## Eigenschappen
Actinium(III)nitraat ontleedt als het verwarmd wordt boven 600 °C:
{\displaystyle {\ce {4Ac(NO3)3\ \xrightarrow {>600\ ^{o}C} \ 2Ac2O3\ +\ 12NO2\ +\ 3O2}}}
Dit zout wotrdt gebruikt in de bereiding van onoplosbare Ac3+-verbindingen door deze neer te slaan uit waterige oplossingen.